# Cham Wings Airlines
Cham Wings Airlines – nieistniejąca syryjska prywatna linia lotnicza z siedzibą w Damaszku. Została założona w 2007.
W czerwcu 2025 została wchłonięta przez Fly Cham.

## Sankcje
W 2016 firma Cham Wings została objęta sankcjami Stanów Zjednoczonych za udzielanie wsparcia rządowi Syrii.
W 2021 z powodu kryzysu migracyjnego Cham Wings Airlines została dodana do listy sankcyjnej UE i Szwajcarii.
Od czerwca 2021 linia była również objęta ukraińskimi sankcjami, ponieważ leciała na Krym.